# 106ª Squadriglia
La 106ª Squadriglia del Servizio Aeronautico del Regio Esercito dal settembre 1917 volava con aerei Farman 14.

## Storia

### Prima guerra mondiale
Nell'ambito della Campagna di Libia (1913-1921) il 1º settembre 1917 nasce la 106ª Squadriglia dalla Sezione Autonoma Farman da Difesa di Tripoli, che era parte della 104ª Squadriglia, al comando del Capitano Cesare Suglia che a fine anno dispone di altri 8 piloti e 5 osservatori.
Nel luglio 1918 il comando passa al Cap. Giuseppe Rizzoli che dispone di altri 8 piloti e 4 osservatori ed il 25 luglio ha una sezione distaccata a Homs (Libia) quando inizia una serie di attacchi alla base tedesca di sottomarini di Misurata con 3 Farman 14 insieme agli idrovolanti FBA Type H della locale Sezione.
Il 25 agosto bombardano Suani Ben Adem insieme ai Caproni Ca.33 della 12ª Squadriglia e l'8 settembre 6 Farman attaccano Misurata con 3 FBA italiani della 286ª Squadriglia e 2 idro Felixstowe F.5 inglesi del No. 267 Squadron RAF distaccati a Kalafrana di Birzebbugia di Malta dove oggi vi è il Malta Freeport.
Nel mese di settembre con le operazioni congiunte vengono distrutte le stazioni radio tedesche di Misurata e Zliten ed in dicembre vola da Bengasi (Aeroporto di Benina) per andare a Mellaha (poi Aeroporto militare di Mitiga) all'inizio del 1919 con 4 Farman operativi.
Nella seconda metà del 1919 viene sciolta.

### Guerra d'Etiopia
Il 6 gennaio 1935 rinasce sull’Aeroporto di Torino-Mirafiori la 106ª Squadriglia AO caccia terrestre della Regia Aeronautica. Il 20 gennaio il reparto parte per Massaua dove arriva il 29 gennaio nell'ambito della Guerra d'Etiopia. L'unità viene dislocata ad Asmara (poi Aeroporto Internazionale di Asmara) con 8 Fiat C.R.20. Il 2 ottobre il reparto si trasferisce a Massaua (poi Aeroporto Internazionale di Massaua) inquadrata nella III Brigata aerea di Asmara ed una Sezione dal Comando Aviazione di Assab.
II 25 l'aviazione, a nord del passo Adagà, ha disimpegnato la colonna Appiotti minacciata di aggiramento alle ali, mitragliando e bombardando la zona circostante. Durante l'azione il maresciallo Allavena, che pilotava un apparecchio da caccia, é stato costretto ad atterrare; il maresciallo Varchi, nel tentativo di soccorrere il collega, capottava. Gli altri apparecchi della pattuglia, rimanendo sul luogo, dispersero nuclei di cavalieri nemici che ne tentavano la cattura. (Bollettino di guerra del mese di dicembre)
Per tre giorni riusciva ad aprirsi eroicamente la via del ritorno, eludendo le ricerche di giorno e combattendo di notte, finché premuto e circondato da ogni parte cadeva con il proprio camerata dopo strenua difesa contro il nemico numeroso e ben armato, irritato ed ammirato insieme della manifestazione di tanto eroismo. Esempio di insuperabile dedizione al più elevato e nobile senso di cameratismo. (tratto dalla motivazione della Medaglia d'oro al Valor Militare di Luigi Vaschi)
Al 15 gennaio 1936 è ancora ad Asmara.
La 106ª Squadriglia da caccia viene sciolta il 30 giugno 1936.